# Schlosskirche Köpenick
Die Schlosskirche im heutigen Berliner Ortsteil Köpenick des Bezirks Treptow-Köpenick, ein barocker Zentralbau über annähernd quadratischem Grundriss und dreiseitigem Chorschluss, wurde von 1682 bis 1685 nach Entwürfen von Johann Arnold Nering errichtet. Sie steht zusammen mit den flankierenden ehemaligen Wirtschaftsgebäuden und dem gegenüberliegenden Schloss als Gesamtanlage unter Denkmalschutz.

## Geschichte
Der Ursprung der Siedlung Köpenick am Zusammenfluss von Dahme und Spree reicht bis ins Mittelalter zurück. Spätestens seit dem 9. Jahrhundert erhob sich hier eine Burg der Sprewanen. 1209 ist eine Burg in markgräflichem Besitz dokumentiert. Anstelle der mittelalterlichen Burg ließ Kurfürst Joachim II. 1558 ein Jagdschloss errichten. 1669 hatte Friedrich Wilhelm, Amt und Schloss Köpenick seinen beiden Söhnen, dem brandenburgischen Kurprinz Karl Emil und seinem jüngeren Bruder Friedrich geschenkt. 1677 veranlasste Friedrich, nach dem Tod seines Bruders nun selbst Kurprinz, den Bau eines neuen Schlosses nach einem Entwurf von Rutger von Langerfeld. Seit 1679 residierte der Kurprinz mit seiner ersten Frau Elisabeth Henriette von Hessen-Kassel in Köpenick. Wohnsitz blieb zunächst das alte Jagdschloss, weil das neue Schloss noch nicht bezugsfertig war. 1688 trat Friedrich, der spätere erste preußische König Friedrich I., die Nachfolge seines Vaters an und gab Köpenick als Residenz auf.
Der Bau der Schlosskirche gehörte nicht zur ursprünglichen Planung für das Schloss. 1682 übernahm Nering die Planung und Ausführung der Bauten. Er änderte die Pläne und sah einen auf die Stadt hin orientierten Gebäudetrakt mit dem Langerfeld’schen Schloss als Nebenflügel vor. Östlich des Schlosshofs ließ er ab 1682 den zweiten Nebenflügel mit der Schlosskapelle errichten. Der von einer Kuppel überhöhte Mitteltrakt der Schlossanlage gelangte nie über die Fundamente hinaus, nach 1693 wurden die Arbeiten an ihm eingestellt. Prinzessin Elisabeth Henriette wohnte der Grundsteinlegung der Schlosskapelle bei, die Einweihung am 6. Januar 1685 erlebte sie nicht mehr. Eigentümer der Kirche blieben das Haus Hohenzollern beziehungsweise der Staat Preußen und dessen Nachfolger. Die reformierte Gemeinde wurde im Juni 1684 von Deutschen und Niederländern am Hofe des Kurprinzen Friedrich gegründet. Sie nutzt die Schlosskirche seit ihrer Einweihung bis heute für ihre Gottesdienste. Zunächst gehörten zur Gemeinde in erster Linie Herrschende und Bedienstete, die in Beziehung zum Hof des Kurprinzen standen. Später fanden auch Hugenotten aus Frankreich, vertriebene reformierte Christen aus der Kurpfalz, sowie aus Böhmen und Mähren und Zuwanderer aus der Schweiz und aus Polen in der Schlosskirchengemeinde eine Heimat.
In den Jahren 1973/1974 wurde das Gotteshaus umfassend restauriert.
Neben den gottesdienstlichen Zwecken wird die Kapelle auch für Konzerte genutzt.

## Baubeschreibung
Die Fassade der Schlosskirche bildet den Mittelrisalit zwischen den beiden Seitenrisaliten des eingeschossigen Wirtschaftstraktes. Sie liegt in der Hauptachse der Schlossanlage. Die Eckbauten der symmetrisch angelegten Wirtschaftsgebäude sind auf den Süd- und Nordpavillon des Schlosses ausgerichtet.

### Außenbau
Der Mauerwerksbau ist verputzt, die schmückenden und gliedernden Teile sind aus Sandstein. Die symmetrische dreiachsige Fassade ist durch Pilaster gegliedert, die Kapitelle haben Voluten. Durch zwei der drei hohen Rundbogenfenster der Frontseite und zwei im Chorschluss fällt Licht in das Innere der Kirche. Das über dem gedrungenen Portal mit seiner Verdachung liegende Fenster wird im Innern durch die Orgel verdeckt. Der Dreiecksgiebel des Portals wird von Doppelkonsolen gestützt, zwischen ihnen befindet sich ein Fries mit Blätterornament. Das Tympanon enthält ein von Engelsköpfen flankiertes Medaillon mit Krone. Auf den Giebelschrägen lagern zwei allegorische Sandsteinfiguren: Glaube und Liebe. Über dem Hauptgesims der Kirchenfassade befindet sich eine hohe Attika mit Skulpturen von Balthasar Permoser, frontal die Evangelisten Matthäus, Markus, Lukas und Johannes, flankiert von Mose und seinem Bruder, dem Hohepriester Aaron. Das geschwungene Pyramidendach trägt eine achteckige hölzerne Laterne, die mit Schweifhaube, Kinne und Kreuz abgeschlossen ist. Das Dach sollte ursprünglich mit Kupferblech gedeckt werden, es erhielt jedoch eine Schieferdeckung. Erst bei der jüngsten Restaurierung in den späten 1990er Jahren wurde eine Kupferdeckung aufgebracht.

### Innenraum

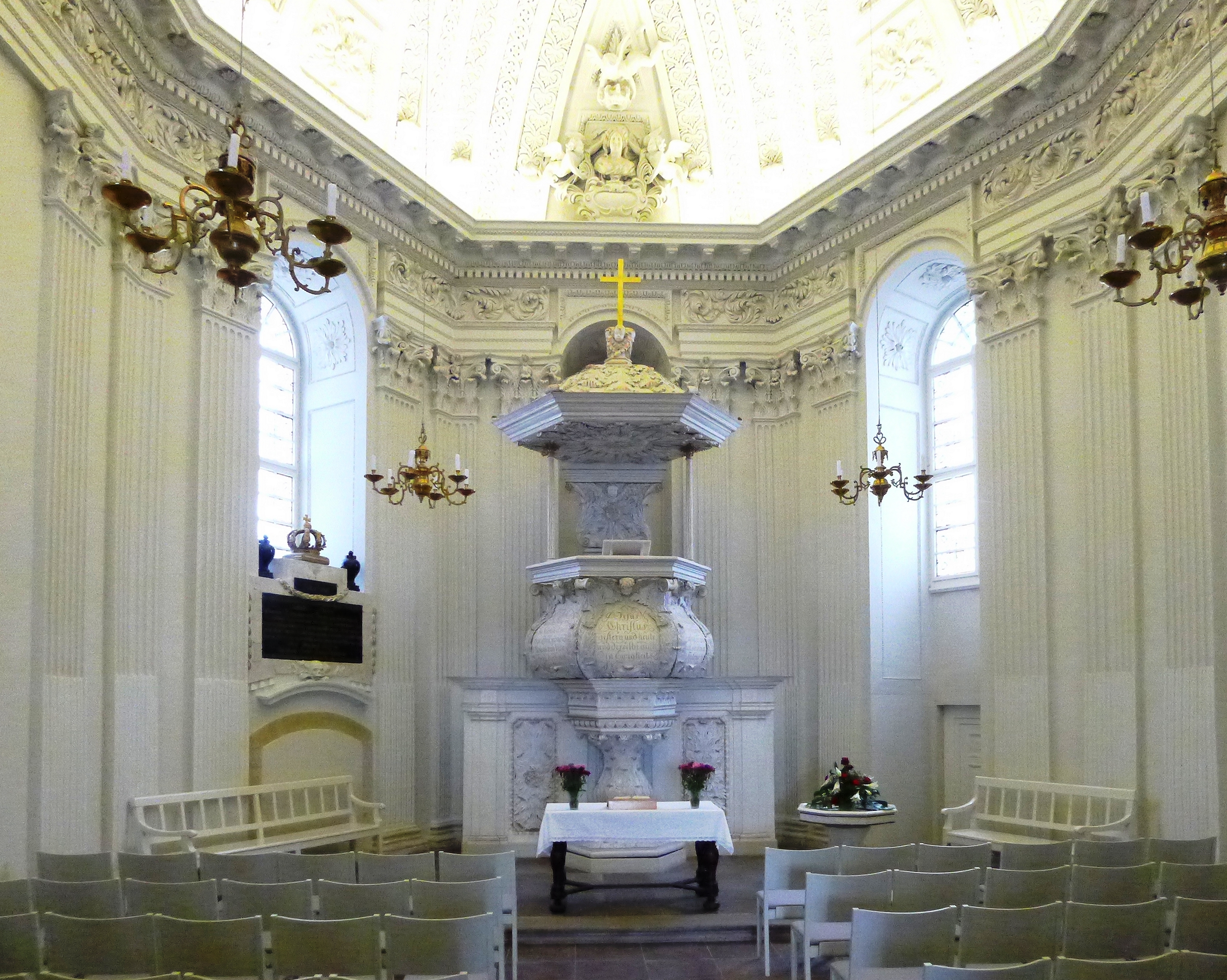
Blick zur Kanzel

Wände und Decke sind mit klassizistischem Stuck überzogen, die von italienischen Bildhauern ausgeführt wurden. Die Wanddekoration besteht aus kannelierten Doppelpilastern mit Sockeln aus Sandstein und korinthischen Kapitellen. An den Langseiten sind in die Wandflächen kleine Logen eingelassen. Zwischen den Fenstern im Ostteil sind sie zu Dreiergruppen zusammengezogen. Darüber ist ein breites Gebälk mit Akanthusfries, Zahnschnitt und Eierstab angebracht, das die Kassettendecke in Form eines Tonnengewölbes trägt, das in die Stichkappen des dreiseitigen Ostschlusses übergeht. Die Pilaster setzen sich in gurtartigen Friesen im Gewölbe fort, dazwischen sind die Kassetten mit Akanthusrosetten geschmückt. Vor der mittleren Gewölbekappe über der Kanzel ist eine Büste der Kurprinzessin Elisabeth Henriette aus Marmor in die Stuckierung integriert. Die Büste, vermutlich von Johann Michael Döbel gestaltet, wird von zwei Putten gehalten, während eine dritte mit der kurfürstlichen Krone darüber schwebt. Auf der hölzernen, die gesamte Breite der Westwand einnehmenden Empore befanden sich ursprünglich die Herrschaftssitze.

## Ausstattung
Gottesdiensträume reformierter Kirchen sind schlicht, ohne religiöse Darstellungen gestaltet. Die figürlichen Stuckelemente sind der Funktion als Hofkirche geschuldet. Beim Gottesdienst der Reformierten steht die Predigt und damit die Kanzel im Mittelpunkt. Als Altar dient ein schlichter Tisch. Die pokalförmige, mit Akanthusdekor überzogene und teilvergoldete hölzerne Kanzel steht auf einem achteckigen Fuß. Der ebenfalls achteckige Schalldeckel ist mit einem großen schlichten Kreuz bekrönt. Links der Kanzel befindet sich das Epitaph der 1782 hier beigesetzten Prinzessin Henriette Marie von Brandenburg-Schwedt. Rechts der Kanzel steht die achteckige Taufe von 1873 aus Kunststein, sie trägt eine silberne Schale. Das Kirchengestühl wurde 1973/1974 entfernt und durch einfache Stühle ersetzt. Die beiden Messingleuchter hat Friedrich Wilhelm IV. der Kirche 1857 geschenkt. Zwei weitere Leuchter ließ die Gemeinde 2001 nachbauen. Die drei 1684 gestifteten bronzenen Glocken wurden im Ersten Weltkrieg eingeschmolzen. Von den drei im Jahr 1926 von der Lauchhammer Kunstguss GmbH & Co KG neu gegossenen Glocken ist nach wiederholter Ablieferung im Zweiten Weltkrieg eine erhalten geblieben.
Orgel

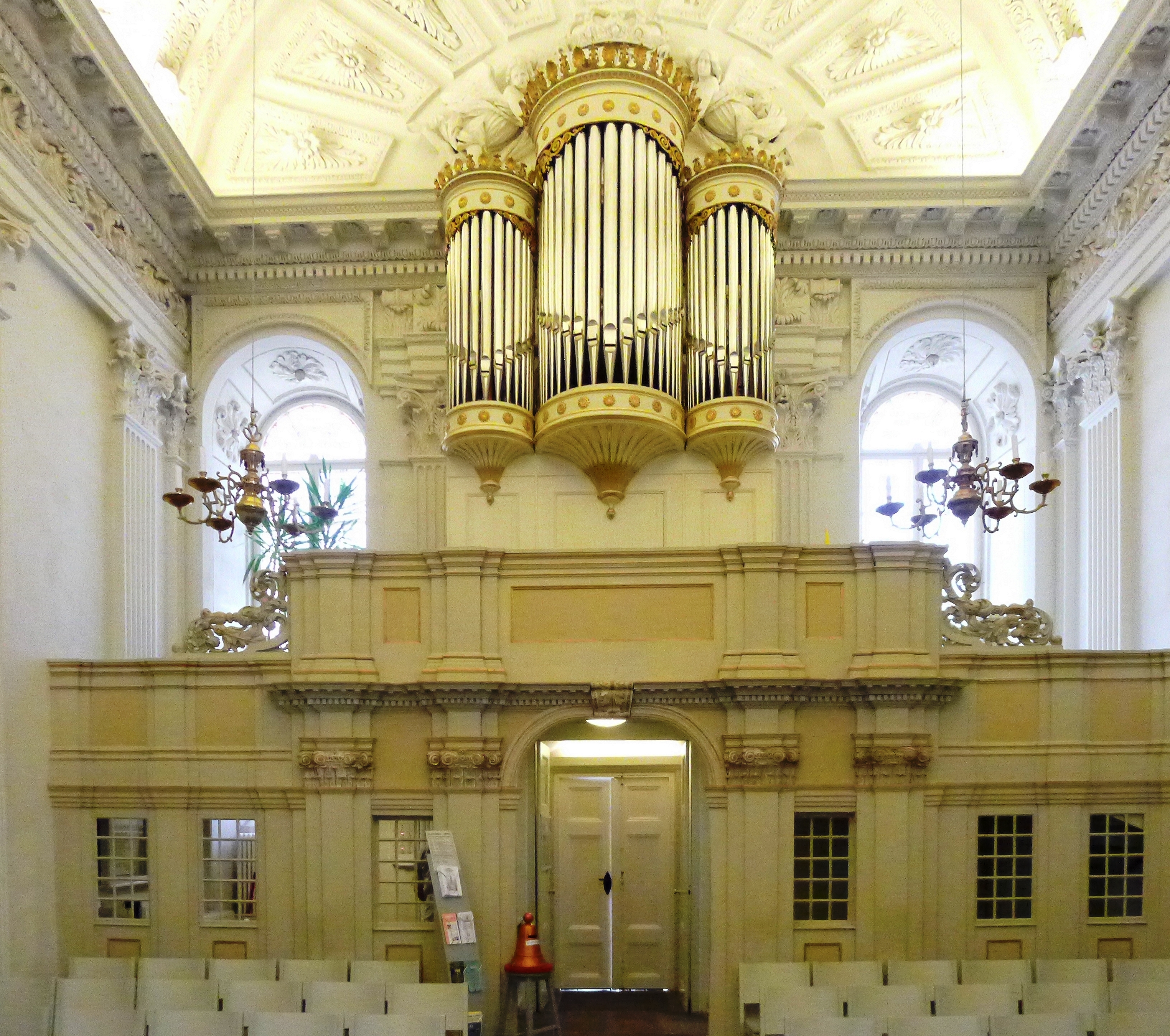
Orgelempore

Der klassizistische Orgelprospekt von 1846 stammt von Carl August Buchholz. Die Orgel selbst wurde 1987 von der Orgelbaufirma Mitteldeutscher Orgelbau A. Voigt neu gebaut. Das rein mechanische Instrument hat 14 Register auf zwei Manualen und Pedal.
| I Hauptwerk C–a3 |            |        |
| 1.               | Prinzipal  | 08′    |
| 2.               | Gedackt    | 08′    |
| 3.               | Oktave     | 04′    |
| 4.               | Nasat      | 02 ⁄3′ |
| 5.               | Flachflöte | 02′    |
| 6.               | Mixtur III | 01 ⁄3′ |
|                  | Tremulant  |        |

| II Brustwerk C–a3 |                |        |
| 07.               | Gedackt        | 08′    |
| 08.               | Rohrflöte      | 04′    |
| 09.               | Prinzipal      | 02′    |
| 10.               | Sesquialter II | 02 ⁄3′ |
| 11.               | Zimbel II–III  | 02⁄3′  |
|                   | Tremulant      |        |

| Pedal C–f1 |              |     |
| 12.        | Subbass      | 16′ |
| 13.        | Kopftrompete | 08′ |
| 14.        | Pommer       | 04′ |

- Koppeln: II/I, I/P, II/P